# Van Goslinga

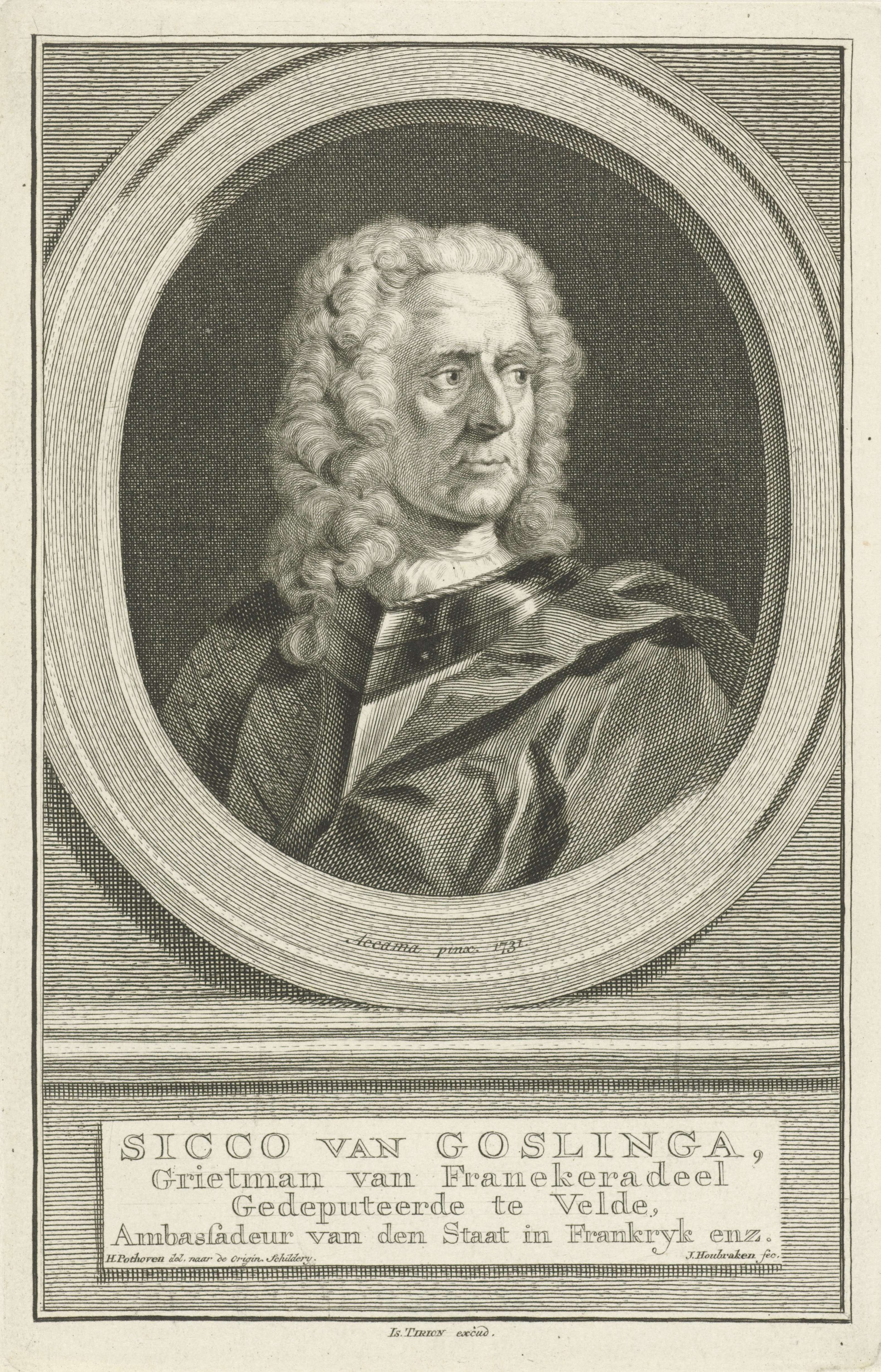
Sicco van Goslinga

Van Goslinga is een adellijk geslacht, dat in de 17e eeuw en 18e eeuw een voorname rol speelde in Friesland.

## Bekende Telgen
- Johan van Goslinga (†1688), grietman van Franekeradeel, lid Gedeputeerde Staten van Friesland
- Sicco van Goslinga (1664 - 1731), zoon van voorgaande, diplomaat, grietman van Franekeradeel, lid Gedeputeerde Staten van Friesland, gedeputeerde ter velde, en lid van de Staten-Generaal der Nederlanden. Hij was woonachtig op de Sickema State bij Herbaijum.[1][2]
- Dodonea Lucia van Goslinga, dochter van Sicco van Goslinga, getrouwd met Unico Wilhelm van Wassenaer.

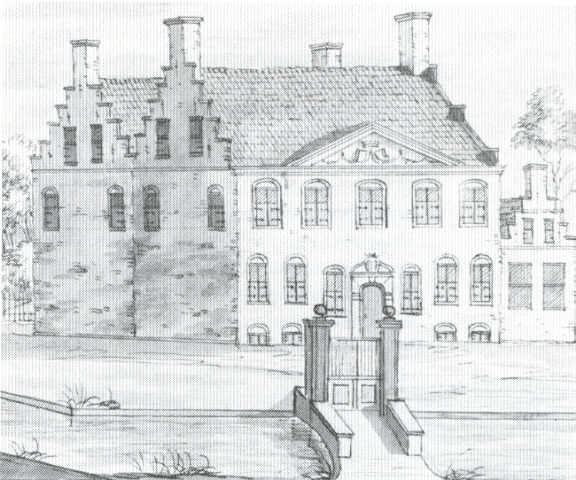
Sickema State, Herbaijum, 1722